# Mindjeyi
Mindjeyi est un village du Cameroun situé dans le département du Boumba-et-Ngoko dans la région de l'Est. Il fait partie de l'arrondissement de Moloundou.

## Population
Selon le recensement réalisé en 2005, le village comptait 125 habitants, dont 55 femmes et 70 hommes.